# بتكستان (زرين أردكان)
بتکستان (بالفارسية: پتکستان) هي قرية تقع في إيران في Zarrin Rural District. يقدر عدد سكانها بـ 13 نسمة .